# Partito Laburista del Popolo
Il Partito Laburista del Popolo (PLP) è un partito politico di Centro/centro-sinistra d'ideologia del liberalismo sociale di Saint Kitts e Nevis.

## Risultati elettoriali
| Anno | Voti  | Seggi  |
| ---- | ----- | ------ |
| 2015 | 2.723 | 1 / 15 |
| 2020 | 5.036 | 1 / 11 |
| 2022 | 5.036 | 1 / 11 |